# Scottish Trades Union Congress
Der Scottish Trades Union Congress (STUC) ist ein gewerkschaftlicher Dachverband in Großbritannien. Er versteht sich als Dachverband von 39 Gewerkschaften mit ca. 630.000 Mitgliedern.  
Er hat sich im März 1897 in Glasgow vom Trades Union Congress (TUC) abgespalten.

## Gewerkschaften
- ACCORD
- Amicus
- Associated Society of Locomotive Engineers and Firemen (ASLEF)
- British Airline Pilots Association (BALPA)
- British Dietetic Association (BDA)
- British Orthoptic Society (BOS)
- Broadcasting, Entertainment, Cinematograph and Theatre Union (BECTU)
- Chartered Society of Physiotherapy (CSP)
- Communication Workers Union (CWU)
- Community
- Community and District Nursing Association (CDNA)
- Connect
- Educational Institute of Scotland (EIS)
- Equity
- First Division Association
- Fire Brigades Union (FBU)
- GMB
- Graphical, Paper and Media Union (GPMU)
- Musicians' Union (MU)
- National Union of Marine Aviation And Shipping Transport Officers (NUMAST)
- National Association of Schoolmasters Union of Women Teachers (NASUWT)
- National Union of Journalists (NUJ)
- National Union of Knitwear, Footwear and Apparel Trades (KFAT)
- National Union of Rail, Maritime and Transport Workers (RMT)
- Prison Officers Association (Scotland)
- Prospect
- Public and Commercial Services Union (PCS)
- Scottish Secondary Teachers' Association
- Scottish Society of Playwrights
- Society of Chiropodists and Podiatrists (SCP)
- Society of Radiographers (SoR)
- Transport and General Workers Union (T&G)
- Transport Salaried Staffs' Association (TSSA)
- Union of Construction, Allied Trades and Technicians (UCATT)
- Union of Shop, Distributive and Allied Workers (USDAW)
- UNISON
- University and College Union (UCU)